# Loxogramme antrophyoides
Loxogramme antrophyoides är en stensöteväxtart som först beskrevs av Bak., och fick sitt nu gällande namn av Carl Frederik Albert Christensen. Loxogramme antrophyoides ingår i släktet Loxogramme och familjen Polypodiaceae. Utöver nominatformen finns också underarten L. a. rheophila.